# Juan Hernández (bokser)
Juan Hernández (ur. 24 lutego 1987 w Morelia, Meksyk) – meksykański bokser zawodowy wagi słomkowej.

## Kariera
Juan Hernández zadebiutował na zawodowych ringach 25 marca 2004 roku, jego przeciwnikiem był inny debiutant Juan Daniel Salvidar, Juan wygrał ten pojedynek na punkty. W swoim ósmym pojedynku 1 marca 2006 poniósł swoją pierwszą porażkę, gdy został znokautowany w ósmej rundzie przez Oscara Martineza. 8 grudnia 2006 roku w swoim jedenastym pojedynku na zawodowych ringach stanął naprzeciw Tirso Hernandez Moralesa, stawką pojedynku był wakujący pas NABF wagi słomkowej. Juan Hernandez potrzebował zaledwie 1:37 minuty by znokautować przeciwnika. 22 maja 2010 w swoim osiemnastym pojedynku zmierzył się z Denverem Cuello. Był to pojedynek eliminacyjny o prawo walki mistrzowskiej federacji WBC, Cuello był liczony w drugiej rundzie a Hernandez opadł w trzeciej i wtedy Cuello uderzył trzykrotnie klęczącego Hernandeza, sędzia natychmiast przerwał pojedynek dyskwalifikując Denvera Cuello. Juan Hernandez został oficjalnym pretendentem.
5 lutego 2011 zmierzył się z Moisésem Fuentesem w obronie pasa NABF. Hernández pokonał rywala stosunkiem dwa do jednego. 10 sierpnia 2011 zmierzył się z mistrzem świata WBC Kazuto Ioka przegrywając jednogłośną decyzją.